# Charity (Vorname)
Charity ist ein englischer weiblicher Vorname.

## Herkunft und Bedeutung
Das englische Wort Charity bedeutet Wohltätigkeit und ist abgeleitet vom lateinischen Wort caritas, mit dem die (christliche) Nächstenliebe gemeint ist. Grundwort ist carus, was die Bedeutung lieb, geliebt hat. Der Name wurde nach der Reformation hauptsächlich von Puritanern vergeben. Heute wird er häufiger in englisch geprägten Teilen Afrikas vergeben.

## Namensträgerinnen
- Charity Adams Earley (1918–2002), US-amerikanische Soldatin (Lieutenant Colonel), erste afroamerikanische Offizierin der US-Armee
- Charity Ogbenyealu Adule (* 1993), nigerianische Fußballspielerin
- Charity Ngilu (* 1952), kenianische Geschäftsfrau und Politikerin
- Charity Shea (* 1983), US-amerikanische Schauspielerin
- Charity Waciuma (* 1936), kenianische Autorin
- Charity Wakefield (* 1980), englische Schauspielerin

## Nachweise
1. ↑  https://www.behindthename.com/name/charity